# Яворівський пиріг
Яворівський пиріг — традиційна страва на Яворівщині та загалом Галичині, внесена до Національного переліку  елементів нематеріальної культурної  спадщини України.
Яворівський пиріг готували на щодень, а також подавали на свята. Він був обов'язковою частиною весільного частування, а також на Святвечір чи Великдень. 
Історик, співзасновник Клубу галицької кухні Ігор Лильо припускає, що пиріг почали готувати в Галичині 150 років тому, бо картопля на цих теренах з’явилась досить пізно. «Велике значення для поширення картоплі відбулося під час Йосифинської колонізації), коли сюди австрійці переселяли велику кількість німецьких селян. Це не обов’язково, що вони придумали пиріг. Можливо, тоді саме картопля почала більше домінувати. Щодо гречки, то Галичину називали країною гречки. Гречка і картопля призвели до простоти, смачності, всесезонності пирога», – каже Ігор Лильо.
Для приготування тіста потрібно борошно, дріжджі, сіль, цукор, яйце, молоко та воду в пропорції 1:1. Основні інгредієнти для начинки — картопля та гречка присмачені цибулею і шкварками або якщо піст лише підсмаженою цибулею.  
Пиріг може бути різної форми — круглий, овальний, прямокутний, залежно від форми. Можливий повністю закритий тістом, так і частково відкритий.  
Є понад 10 способів подавати пиріг. Їдять пиріг і теплим і холодним. Свіжу страву переважно подавали з мачанкою з сушених білих грибів, якщо той пиріг вже постояв, то їли з борщиком на буряковому квасі чи з рідкою грибною юшкою, або ж обсмажували пиріг з двох сторін на топленому маслі.
Схожий пиріг печуть у Польщі і називають білгорайським (пол. pieróg biłgorajski). В його основі теж є гречка та картопля, але печеться він без тіста, і до начинки додають сир, сметану, часом шкварки та м’яту.

## Рецепти
- Маріанни Душар (пані Стефи) – дослідниці галицької кухні.
- |                            |                                               |
| Походження                 | Україна                                       |
| Необхідні компоненти       | борошно, дріжджі, яйце, гречка і S. tuberosum |
| - Медіафайли у Вікісховищі |                                               | Євгена Клопотенка – українського шеф-кухаря.
- Вікторії Попін Picante Cooking